# 真言鳢
真言鳢（学名：Channa shingon），是鳢科鳢属的一种，分布于中国云南省西部怒江流域。模式产地为云南盈江县铜壁关乡耳干牙村。种小名源自缅甸精灵欣貢，也称驼背夫人，指本种具有驼背的特征。

## 鉴别特征
头长为体长（标准长）的27—30%；眼间距为头长的33—35%；臀鳍条25—27；侧线鳞44—45枚；背鳍起自第4—5行横列鳞，臀鳍起自第8—9行横列鳞；下颌鳞1，脊椎数43—44；副蝶骨内下突浅而直；背部在背鳍前明显隆起；具腹鳍；幼体在背鳍后部无眼状斑纹；胸鳍图案由3—4条宽的灰色至黑色横带，与奶油色至白色的间隙交替组成，横带的宽度向鳍的远缘增加，间隙与横带一样宽或更窄；最大标准长（从吻端到尾鳍基的直线长度）约100毫米。